# ギャング・オブ・フォー (バンド)
ギャング・オブ・フォー（Gang of Four）は、1976年に結成されたイングランド・リーズ出身のポストパンク・バンドである。硬質なギター、ファンク色の強いサウンド、政治的な歌詞が特徴。1984年に解散したが、その後1990年に再結成し、2枚のスタジオ・アルバムを録音した。2004年から2006年に再々結成している。
パンクロック、ファンク、ダブをミックスさせ、社会的、政治的な悪事を叙情的に強調させた。1970年代後半から1980年代初頭までのポストパンクムーブメントを代表するバンドの1つと考えられている。デビュー・アルバム『エンターテイメント!』は、史上5番目に偉大なパンク・アルバムにランクされ、雑誌『ローリング・ストーン』の「500 Greatest Albums of All Time」では、483位になった。

## 来歴

### 結成から解散まで
1976年にジョン・キング、アンディ・ギル、ヒューゴー・バーナム、デイブ・ウルフソンによって結成。2～3回のライブの後、程なくしてウルフソンが脱退し、デイブ・アレンが加入。バンド名は新聞で見つけた「四人組（英語だと"Gang of four"）」の記事から付けられた。
1978年に『ダメージド・グッズ』でデビューすると、同楽曲はUKのインディー・チャートで1位を記録し、ジョン・ピールのラジオ番組でもお気に入りの楽曲として流された。
1979年、EMIからデビュー・アルバム『エンターテイメント!』をリリース。パンクムーブメントの最中に発表されたこのデビューアルバムは、ウィルコ・ジョンソンに影響されたアンディ・ギルの特徴的なギターサウンドに彩られた作品となった。
1981年に2ndアルバム『ソリッド・ゴールド』をリリース。同年にデイブ・アレンが脱退。後任のベーシストとして、バスタ・チェリー・ジョーンズが一時的に加入、脱退したのち、リーグ・オブ・ジェントルメンのサラ・リーが加入。
1982年に3rdアルバム『ソングス・オブ・ザ・フリー』をリリース。シングルカットされた『アイ・ラヴ・ア・マン・イン・ア・ユニフォーム』は、同年に起きたフォークランド紛争の影響で、ラジオやテレビで放送禁止処分を受けてしまった。
1983年にヒューゴー・バーナムが脱退。同年、残された3人で制作された4thアルバム『ハード』をリリース。
1984年にバンドは解散。サラ・リーは渡米し、B-52'sなどを含む数々のバンドで活動した。

### 再結成から現在
1991年にジョン・キングとアンディ・ギルによって一時的に再結成され、同年に5thアルバム『モール』、1995年に6thアルバム『シュリンクラップト』をリリースした。『モール』には、のちに長年にわたってデヴィッド・ボウイのセッション・ミュージシャンを務めたゲイル・アン・ドロシーがベーシストとして参加している。
2004年にオリジナル・メンバー4人によって再結成。日本を含む世界各地でライブ・ツアーを行った。2005年には過去の作品をリ・レコーディングした『リターン・ザ・ギフト』を発表。2008年にはデイヴ・アレンとヒューゴー・バーナムが脱退し、代わってトーマス・マックニース、マーク・ヒーニーが加入した。
2011年1月に約15年ぶりの新作アルバム『コンテント』をリリース。
2012年にジョン・キングが脱退し、代わってジョン・ジェイラーが加入した。
2015年にアルバム『ホワット・ハプンズ・ネクスト』（布袋寅泰がギターで参加）、2018年にEP『コンプリシット』、2019年にアルバム『ハッピー・ナウ』と続々と新作をリリースし、メンバーを入れ替えつつ精力的に活動を続けていたが、2020年2月1日、アンディ・ギルが呼吸器疾患のため、64歳で死去。これを受け、当初進められていた『エンターテインメント!』40周年記念盤の制作の予定を変更し、トリビュート・アルバム『The Problem Of Leisure: A Celebration of Andy Gill and Gang Of Four』の制作に切り替えられた。同アルバムは、翌2021年にリリースされた。
2021年10月、創設メンバーのジョン・キングとヒューゴー・バーナムによって再始動することがSNSで発表された。同じくオリジナルメンバーであるデイブ・アレンは「個人的な理由」で参加せず、彼の代わりにサラ・リーが復帰する。アンディ・ギルの後任として、スリントのデヴィッド・パジョーがギターを担当する。また、このメンバーによる2022年の北米ツアーも併せて発表された。

## 影響

### 後進への影響
様々な要素が含まれたサウンドと斬新なスタイルで、レッド・ホット・チリ・ペッパーズ、ニルヴァーナ、INXS、R.E.M.、U2、レイジ・アゲインスト・ザ・マシーン、ザ・ラプチャーなどに影響を与えた。ファレル・ウィリアムスは、ニューヨーク・タイムズ誌上でギャング・オブ・フォーからの影響を語り、フランク・オーシャンは、自身の無料配布マガジンに好きな50曲を載せ、『エンターテインメント!』の「Anthrax」を挙げている。また、ナイン・インチ・ネイルズはライヴで、ゲイリー・ニューマンと共に「Anthrax」をカヴァーしたなど、ジャンルを問わずギャング・オブ・フォーは現在もクリエイティブな人々へ大きなインパクトを与え、バンド自体も進化を続けている。

## メンバー

### 現在のメンバー
- ジョン・キング - Jon King (ボーカル) (1976年～1984年、1990年～1991年、1993年、1995年、2004年～2012年、2021年～)
- デヴィッド・パジョー - David Pajo (ギター) (2021年～)
- ゲイル・グリーンウッド - Gail Greenwood (ベース) (2024年～)
- ヒューゴー・バーナム - Hugo Burnham (ドラムス) (1976年～1982年、2004年～2006年、2021年～)

### 旧メンバー
- アンディ・ギル - Andy Gill (ギター) (1976年～1984年、1990年～1991年、1993年、1995年、2004年～2020年) ※2020年死去
- デイブ・ウルフソン - Dave Wolfson (ベース) (1976年)
- デイブ・アレン - Dave Allen (ベース) (1977年～1981年、2004年～2008年)
- サラ・リー - Sara Lee (ベース) (1980年～1984年、2021年～2023年)
- スティーブ・ゴールディング - Steve Goulding (ドラムス) (1983年～1984年)
- バスタ・チェリー・ジョーンズ - Busta "Cherry" Jones (ベース) (1980年) ※1995年死去
- ゲイル・アン・ドロシー - Gail Ann Dorsey (ベース) (1990年～1991年)
- マーク・ヒーニー - Mark Heaney (ドラムス) (2006年～2013年)
- ジョニー・フィニガン - Jonny Finnegan (ドラムス) (2014年～2016年)
- トーマス・マックニース - Thomas McNeice (ベース) (2008年～2020年)
- ジョン・ジェイラー - John "Gaoler" Sterry (ボーカル) (2012年～2020年)
- トビアス・ハンブル - Tobias Humble (ドラムス) (2016年～2020年)

## 作品

### アルバム
- エンターテイメント! - Entertainment!（1979年）
- ソリッド・ゴールド - Solid Gold（1981年）
- ソングス・オブ・ザ・フリー - Songs of the Free（1982年）
- ハード - Hard（1983年）
- モール - Mall（1991年）
- シュリンクラップト - Shrinkwrapped（1995年）
- コンテント - Content（2011年）
- ホワット・ハプンズ・ネクスト - What Happens Next（2015年）
- ハッピー・ナウ - Happy Now（2019年）

### ライブ・アルバム
- アット・ザ・パレス - At the Palace（1984年）
- ライブ...イン・ザ・モーメント- Live...In The Moment（2016年）

### コンピレーション・アルバム
- ア・ブリーフ・ヒストリー・オブ・ザ・トゥエンティー・センチュリー - A Brief History of the Twentieth Century（1990年）
- ザ・ピール・セッションズ - The Peel Sessions（1990年）
- 100フラワーズ・ブルーム - 100 Flowers Bloom（1998年）
- リターン・ザ・ギフト - Return the Gift（2005年）
  - 初期の楽曲のセルフ・カヴァー

### EP
- イエローEP - Yellow EP（1980年）
- アナザー・デイ・アナザー・ダラー - Another Day / Another Dollar（1982年）
- コンプリシット - Complicit（2018年）

## 日本公演
2005年
- 7月30日  –  FUJI ROCK FESTIVAL

2013年
- 3月23日、24日  –  下北沢GARDEN

2019年
- 3月12日 → 10月28日  –  渋谷duo MUSIC EXCHANGE
- 3月13日 → 10月29日  –  代官山UNIT